# Chris Foy
Chris Foy, född 25 januari 1983, är en australisk skådespelare. Han spelar Matt Leyland i Blue Water High.